# Arthur Mace
Arthur Cruttenden Mace (1874–1928) – angielski egiptolog.
Razem z Flindersem Petrie, z którym był spokrewniony - był jego siostrzeńcem, pracował w Dendera, Hiw i Abydos. Od 1901 współpracował z Metropolitan Museum of Art. Prowadził wykopaliska m.in. w Liszt. 
Po odkryciu grobowca Tutanchamona pomagał H. Carterowi pełniąc funkcję konserwatora przez dwa sezony. W 1924 wyjechał jednak na zawsze z Egiptu ze względu na pogarszające się zdrowie.
Wraz z Carterem napisał także pierwszy tom publikacji "Grobowca Tutanchamona".